# ゴルフ・ドゥ
株式会社ゴルフ・ドゥ（英: GOLF・DO CO.,LTD.）は、埼玉県さいたま市中央区に本社を置く中古ゴルフショップチェーン。

## 概要
中古ゴルフクラブの買取・販売などを行う中古ゴルフショップ「ゴルフ・ドゥ!」の直営店およびFC店を関東地方中心に展開。さいたま市を中心にリラクゼーションサロン店などを運営するボックスグループの新規事業として設立され、スピンオフする形で名証セントレックスに上場した 。このため両社の創業者である松田芳久が大株主となっている。
中古ゴルフショップではあるが、新品ゴルフクラブやゴルフ用品の販売も行っている。店舗数は直営店14店舗、FC店63店舗の計77店舗（2010年5月31日現在）。イメージキャラクターとしてプロゴルファーの江澤亜弥と関雅史の2名を起用している。

## 沿革
- 1987年（昭和62年）9月 - 有限会社プラス・ワンとして設立。
- 2000年（平成12年）4月19日 - 組織変更により「株式会社ゴルフ・ドゥ」を設立。
- 2006年（平成18年）4月6日 - 名証セントレックスに株式を上場。
- 2010年（平成22年）6月30日 - 日本アジア投資株式会社よりスクエアツウ・ジャパン株式会社の全株式を取得し子会社化。
- 2022年（令和4年）4月4日 - 名古屋証券取引所の市場区分見直しにより、名証ネクストへ移行。

## エリアフランチャイジー
- 株式会社ゴルフ・ドゥ北海道（北海道）
- 株式会社ティーバイティースポーツ（愛知県）
- 株式会社LPCゴルフ（兵庫県・大阪府）
- 株式会社シンク（四国全域・岡山県・広島県福山地区）
- 株式会社ゴルフ・ドゥ九州（長崎県を除く九州全域）
- 松早商事株式会社（長崎県）

## 関連会社
- スクエアツウ・ジャパン株式会社
- The Golf Exchange Inc.（アメリカ）